# Nitrate de calcium
Le nitrate de calcium ou nitrate de calcium(II) ou dinitrate de calcium, aussi appelé Norgessalpeter (littéralement, salpêtre norvégien) ou Kalksalpeter, est un sel hygroscopique soluble de couleur blanche de formule chimique Ca(NO3)2 et de masse molaire 164,1 g/mol. On le trouve souvent à l'état monohydraté, Ca(NO3)2 · H2O, avec une masse molaire de 182,11 g/mol. Il est couramment utilisé comme réactif, fertilisant ou produit pyrotechnique.
Les engrais vendus sous le nom de nitrate de chaux sont composés de 70 à 100 % de nitrate de calcium tétrahydraté (n° CAS:13477-34-4)  et de 7 à 10 % de nitrate d’ammonium (n° CAS:6484-52-2 .

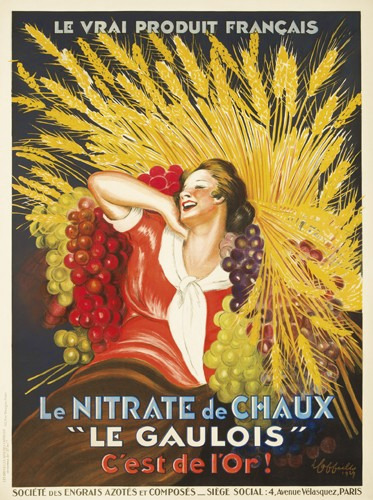
Affiche publicitaire de 1927, créée par Leonetto Cappiello, pour le Nitrate de chaux de la marque Le Gaulois.

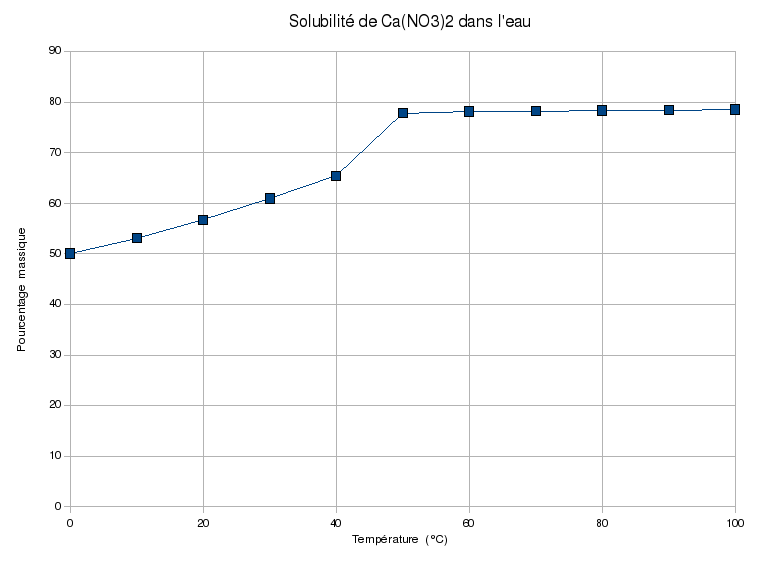
Solubilité dans l'eau.

Le nitrate de calcium hydraté existe à l'état naturel, sous le nom de nitrocalcite. Ce minéral apparaît sous forme d'efflorescences quand le jus (liviat) de fumier ou lisier, riche en nitrates, entre en contact avec du béton ou du calcaire dans un environnement sec, comme c'est le cas dans les écuries ou les grottes. On le récoltait autrefois pour les besoins militaires des poudreries.
C'est un sel qui facilite la pénétration de l'eau et de minéraux dans la plante. Très soluble dans l'eau, c'est aussi un puissant eutrophisant. 

Le Norgessalpeter a été le premier engrais azoté à être industrialisé.

## Production
Elle a débuté à Notodden, en Norvège, en 1905. 
De nos jours, la majorité de la production mondiale de nitrate de calcium se fait à Porsgrunn. Le nitrocalcite est une forme de nitrate de calcium que l'on retrouve à l'état naturel.